# Psyllaephagus tamaricicola
Psyllaephagus tamaricicola är en stekelart som beskrevs av Svetlana N. Myartseva 1979. Psyllaephagus tamaricicola ingår i släktet Psyllaephagus och familjen sköldlussteklar. Arten är reproducerande i Sverige. Inga underarter finns listade i Catalogue of Life.